# Trithuria bibracteata
Trithuria bibracteata är en näckrosart som beskrevs av Otto Stapf och David Alan Cooke. Trithuria bibracteata ingår i släktet Trithuria och familjen Hydatellaceae. Inga underarter finns listade i Catalogue of Life.